# Батсон, Мэгги
Мэгги Батсон (англ. Maggie Batson; род. 7 августа 2003) — американская актриса, бизнесвумен и филантроп.

## Биография
В возрасте 7 лет начала компанию Twice Loved by Maggie B, для продажи ожерелья ручной работы. За 2011 год доход составил 10 000 долларов США. Часть своей прибыли жертвует в местное Общество защиты животных и в детские больницы.
Снималась в короткометражных фильмах и участвовала на телешоу «Biz Kid$» в 2011 году. В 2012 году участвовала в телешоу «Figure It Out». По состоянию на 2015 год стало известно, что Батсон сыграет роль дочери Ричарда Дрейфуса в своём первом полнометражном фильме «Убейте Уинстона Джонса».
В 2011 году Батсон стала лауреатом премии Kids Are Heroes Award. В марте 2015 года появилась на обложке журнала «Discovery Girl».